# معركة جوامع العلماء
وقعت معركة جوامع العلماء في 3 أكتوبر 1700 بالقرب من سطيف بالجزائر. دارت بين جيوش باي تونس مراد الثالث وجيوش ايالة الجزائر بقيادة الداي الحاج مصطفى، وباي قسنطينة المنتخب حديثًا أحمد بن فرحات.

## الخلفية
في عام 1699، غزت القوات التونسية المعززة بقوات طرابلسية بايلك قسنطينة، في نفس الوقت الذي غزت فيه القوات المغربية غرب الجزائر. كان باي قسنطينة في ذلك الوقت، علي خوجة باي، أكثر استعدادًا من نظيره المعسكري، على الرغم من فشله الحاسم في المعركة بالقرب من قسنطينة ضد مراد الثالث باي وقائده إبراهيم الشريف. على الرغم من أن هدفه لم يكن واضحًا بالضرورة، إلا أنه أراد على الأرجح دمج القبائل وقسنطينة في تونس على غرار الدولة الحفصية.

## المعركة
بعد الهزيمة الحاسمة التي لحقت بعلي خوجة، قرر داي الجزائر الحاج مصطفى انتخاب أحمد بن فرحات بايًا جديدًا لقسنطينة.
كان الجيش التونسي يتألف من حوالي 700 خيمة، في حين كان الجيش الجزائري بالكاد 100. وبالتالي، كان مراد مستمتعًا تمامًا بعدد القوات الجزائرية، وأمر قواته بالراحة. كان الجزائريون أنفسهم غير مرتاحين، وبالتالي قرر الحاج مصطفى أن الطريقة الوحيدة لنجاحهم هي نصب كمين لهم. أثناء الليل بينما كان التونسيون نائمين، تحرك الجيش الجزائري المكون بشكل أساسي من سلاح الفرسان القبلي الخفيف وهاجم التونسيين، وقتل حوالي 7000 منهم. اضطر مراد وقادته إلى الفرار، بينما انتقل الجزائريون إلى أنقاض معسكراتهم.
تسببت هذه الهزيمة في هزيمة ساحقة، واضطر مراد الثالث إلى التراجع إلى الأراضي التونسية، متخليًا عن كل مكاسبه. حاول حشد جيش آخر لمهاجمة الجزائر مرة أخرى. كما أرسل قائده إبراهيم الشريف إلى القسطنطينية لتجنيد المزيد من الإنكشاريين.

## العواقب
في عام 1702، كان مراد الثالث يحشد جيشًا لشن هجوم آخر على الجزائر. عاد إبراهيم الشريف من القسطنطينية مع عدد كبير من الإنكشاريين الأتراك، الأمر الذي أسعد مراد الثالث. وعلى الرغم من أنه لم يكن يعلم بذلك، إلا أن إبراهيم الشريف، بناءً على أوامر سرية من السلطان العثماني مصطفى الثاني، اغتال مراد الثالث في 2 يونيو وقتل عائلته بأكملها، وأعاد السيطرة العثمانية على المنطقة، وأنهى حكم المراديين. ووقع معاهدة سلام مع الجزائريين بعد بضعة أسابيع، منهيًا الحرب بالوضع السابق للحرب.